# Furacão Elena
O furacão Elena foi um ciclone tropical imprevisível e prejudicial que afetou as porções leste e central da Costa do Golfo dos Estados Unidos no final de agosto e início de setembro de 1985. Ameaçando destinos turísticos populares durante o fim de semana do Dia do Trabalho, Elena se desviou repetidamente de sua trajetória prevista, provocando evacuações de extensão sem precedentes. O furacão causou estragos nas propriedades e no meio ambiente entre o sudoeste da Flórida e o leste da Luisiana, embora efeitos menores tenham sido sentidos bem além dessas áreas. Elena se desenvolveu em 28 de agosto perto de Cuba e, depois de seguir longitudinalmente pela ilha com pouco impacto, entrou no Golfo do México e continuou a se fortalecer. Inicialmente projetado para atingir a costa central do Golfo, o furacão inesperadamente virou para o leste em 30 de agosto, então parou apenas 50 mi (80 km) a oeste de Cedar Key, Flórida. Apesar das previsões de que Elena continuaria para o leste pela Flórida, o ciclone permaneceu quase estacionário por cerca de 48 horas, causando danos ao longo do golfo leste com ventos fortes e ondas, antes de se mover lentamente para o noroeste e, finalmente, desembarcar a costa perto de Biloxi, Mississippi, em 2 de setembro. Um grande furacão de categoria 3. A tempestade rapidamente enfraqueceu ao chegar em terra e se dissipou em 4 de setembro.
As mudanças imprevisíveis de direção do furacão criaram o que foi considerado a maior evacuação em tempo de paz na história dos Estados Unidos. As evacuações ocorreram em sequência para seguir as posições previstas da tempestade, e muitos moradores e turistas ao longo de partes da Costa do Golfo foram forçados a sair duas vezes em questão de dias. Os preparativos foram geralmente oportunos e eficientes, embora as acomodações e os recursos nos abrigos contra tempestades fossem escassos e muitos refugiados tentassem voltar para casa contra as ordens das autoridades. Cerca de 1,25 milhão de pessoas fugiram da tempestade apenas na Flórida, contribuindo para um total de quase 2 milhões de evacuados em toda a região. Avisos e alertas de ciclone tropical foram continuamente emitidos e ajustados, e os meteorologistas enfatizaram o potencial destrutivo da tempestade por dias.
O movimento lento de Elena ao largo do oeste da Flórida resultou em severa erosão da praia e danos a edifícios costeiros, estradas e paredões, especialmente aqueles de construção antiga ou inadequada. A destruição foi maior perto da costa e em ilhas como Cedar Key e Dog Island, embora os tornados gerados pelo furacão varreram comunidades e parques de trailers bem no interior. O furacão devastou a indústria de mariscos da Baía de Apalachicola, matando grandes quantidades de ostras, destruindo seus recifes e deixando milhares de trabalhadores desempregados. Mais a oeste, Dauphin Island, no Alabama, sofreu rajadas de vento de até 210 km/h (130 mph) e uma maré de tempestade significativa. A ilha sofreu alguns dos danos mais significativos infligidos por Elena, incluindo várias centenas de casas danificadas ou demolidas. O resto da costa do estado também sofreu danos consideráveis, e as colheitas de noz-pecã e soja do interior foram severamente diminuídas no Alabama e no Mississippi.
Mais de 13.000 casas foram danificadas no Mississippi e 200 foram destruídas. Cidades próximas à fronteira do Alabama – incluindo Pascagoula – sofreram danos generalizados em residências, escolas e empresas, e a comunidade de Gautier foi efetivamente isolada do mundo exterior. Vários tornados aparentes, mas não confirmados, parecem ter exacerbado os danos na área de Gulfport. Os danos causados pelo vento se estenderam a partes do leste da Louisiana. No total, nove pessoas morreram como resultado do furacão: duas no Texas devido a afogamentos em correntes de retorno, três na Flórida, duas na Luisiana, uma no Arkansas e uma em um acidente marítimo no Golfo do México. Os danos totalizaram cerca de US$ 1,3 mil milhão, e as quedas de energia da tempestade afetaram 550.000 pessoas. Na esteira de Elena, o presidente Ronald Reagan declarou partes do Alabama, Mississippi e Flórida áreas de desastre federal, tornando as vítimas da tempestade elegíveis para ajuda financeira e moradia temporária. O nome Elena foi posteriormente retirado da lista cíclica de nomes de furacões no Atlântico por causa dos efeitos da tempestade.

## História meteorológica
As origens do furacão Elena remontam a uma onda tropical de leste que foi identificada pela primeira vez na costa oeste da África em 23 de agosto de 1985. O sistema acelerou para o oeste através do Atlântico em até 56 km/h (35 mph). Seu movimento rápido, combinado com a presença de uma capa de ar saariana incomumente hostil, impediu a ciclogênese tropical por vários dias. Impulsionada por uma forte crista subtropical ao norte, a onda rapidamente se aproximou da América do Norte quando começou a mostrar sinais de organização. Às 00:00 UTC de 28 de agosto, a perturbação se transformou em uma depressão tropical enquanto sobrevoava a passagem de Barlavento. A depressão recém-designada começou a seguir para oeste-noroeste sobre Cuba, que é conhecida por interromper o desenvolvimento de ciclones tropicais. Apesar disso, sua pressão barométrica central continuou a se aprofundar e as aeronaves de reconhecimento encontraram ventos superiores a 80 km/h (50 mph) perto do centro. Em resposta, o Centro Nacional de Furacões atualizou a depressão para a Tempestade Tropical Elena sobre o norte de Cuba no final de 28 de agosto.
Depois de passar ao norte de Havana, Cuba, Elena emergiu no Golfo do México. Às 12:00 UTC de 29 de agosto, Elena se intensificou em um furacão de categoria 1. A análise das correntes de direção durante a manhã de 30 de agosto sugeriu que Elena continuaria em sua trilha para noroeste, atingindo a área entre Nova Orleães, Louisiana, e Biloxi, Mississippi, dentro de 30 horas. Inesperadamente, um cavado de nível médio a alto de baixa pressão mergulhando do noroeste criou uma fraqueza nas correntes do leste, permitindo que Elena recuasse e reduzisse drasticamente a velocidade de avanço. Aproximadamente 24 horas depois de atingir a intensidade do furacão, a tempestade virou abruptamente para o leste em resposta ao cavado. Tendo desafiado as previsões iniciais, o furacão Elena seguiu seu novo curso em direção à costa noroeste da Flórida. Os meteorologistas agora pediram que o cavado direcionasse o furacão através da Península da Flórida e no Atlântico ocidental. No entanto, o vale relativamente fraco se moveu rapidamente e, em vez de envolver totalmente Elena, seu eixo passou pelo centro da tempestade. Além disso, a análise pós-tempestade de imagens de vapor de água sugeriu que o furacão dividiu o cavado em dois segmentos distintos.

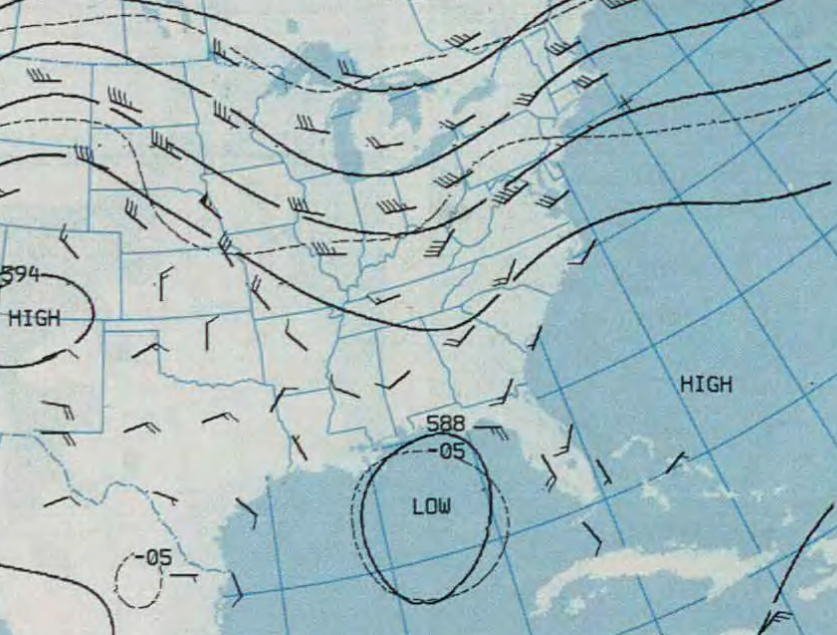
Gráfico de altura geopotencial para o nível de 500 milibares, mostrando Elena (a isohipse fechada sobre o Golfo do México) em 30 de agosto. O vale que virou Elena para o leste pode ser visto embutido no fluxo sobre os Estados Unidos, e o cume responsável por eventualmente empurrar a tempestade de volta é denotado ao leste da Flórida.

A extrapolação do progresso da tempestade para o leste rendeu um local projetado para aterrissagem perto do Condado de Levy. No entanto, após a passagem do sistema de nível superior no início de 31 de agosto, as correntes de direção afrouxaram e Elena ficou quase estacionária no extremo nordeste do Golfo do México. No seu ponto mais próximo, o centro da tempestade estava em torno de 80 km (50 mi) de Cedar Key, Flórida, com ventos máximos sustentados estimados em 169 km/h (105 mph). A intensidade de Elena permaneceu consistente e o ciclone conseguiu continuar se fortalecendo assim que o movimento recomeçou. No início de 1 de setembro, Elena atingiu o status de furacão de categoria 3. Uma área de alta pressão logo começou a se formar no leste dos Estados Unidos, fazendo com que Elena retrocedesse lentamente para o oeste. Durante grande parte de 1 de setembro, o centro do furacão estava dentro do alcance da estação de radar WSR-57 em Apalachicola, Flórida, permitindo um estudo extensivo de pequenas características dentro do olho e da parede ocular circundante. Durante esse período de observação, o olho previamente desobstruído ficou cheio de nuvens.
O furacão acelerou em uma trajetória em direção à costa central do Golfo dos Estados Unidos, deslizando para o sul do Panhandle da Flórida. Na tarde de 1 de setembro, o furacão atingiu seu pico de intensidade, com ventos de 201 km/h (125 mph) conforme confirmado por aeronave de reconhecimento. Na manhã de 2 de setembro, Elena se aproximou da costa do Mississippi do leste-sudeste, ainda em estado de grande furacão. Ele desembarcou perto de Biloxi, que coincidentemente estava dentro da primeira faixa de destino prevista do furacão antes de seu desvio prolongado. Uma vez no interior, o furacão deteriorou-se imediatamente, enfraquecendo para uma tempestade tropical poucas horas depois de atingir a terra, e o seu centro encheu -se rapidamente. O sistema curvou-se para o noroeste sobre o Mississippi e a Louisiana e, apesar do enfraquecimento, continuou a acender a atividade da tempestade que gerou fortes chuvas. Elena persistiu por vários dias antes de degenerar em uma área remanescente de baixa pressão em 4 de setembro. Sua estrutura de nuvens associada ficou distorcida em 5 de setembro e se dissipou sobre Kentucky na mesma noite.

## Preparações
A natureza imprevisível do furacão, em conjunto com sua chegada a destinos turísticos populares no fim de semana do feriado do Dia do Trabalho, complicou severamente os preparativos ao longo da Costa do Golfo. As evacuações e o içamento de avisos meteorológicos ocorreram inadvertidamente em etapas para acompanhar as mudanças de direção de Elena; alertas de furacão estavam em vigor em um ponto ou outro para cada localidade costeira entre Morgan City, Louisiana, e Sarasota, Flórida. Grande parte da costa norte do Golfo estava sob um alerta de furacão em duas ocasiões distintas para duas trajetórias diferentes da tempestade. As evacuações de moradores e veranistas também se sobrepuseram em muitos casos. Coletivamente, isso levou ao "maior número de pessoas já evacuadas", de acordo com Robert Case. Alguns evacuados se mudaram para o interior para encontrar parentes, mas muitos permaneceram relativamente locais, lotando hotéis e abrigos designados, como escolas e igrejas. Apesar do cenário incomumente fluido, as autoridades estavam bem cientes do poder destrutivo da tempestade dias antes de sua chegada real. O especialista em furacões do Centro Nacional de Furacões, Bob Sheets, alertou em 30 de agosto que Elena "será mais de uma tempestade de US $ 1 mil milhão".

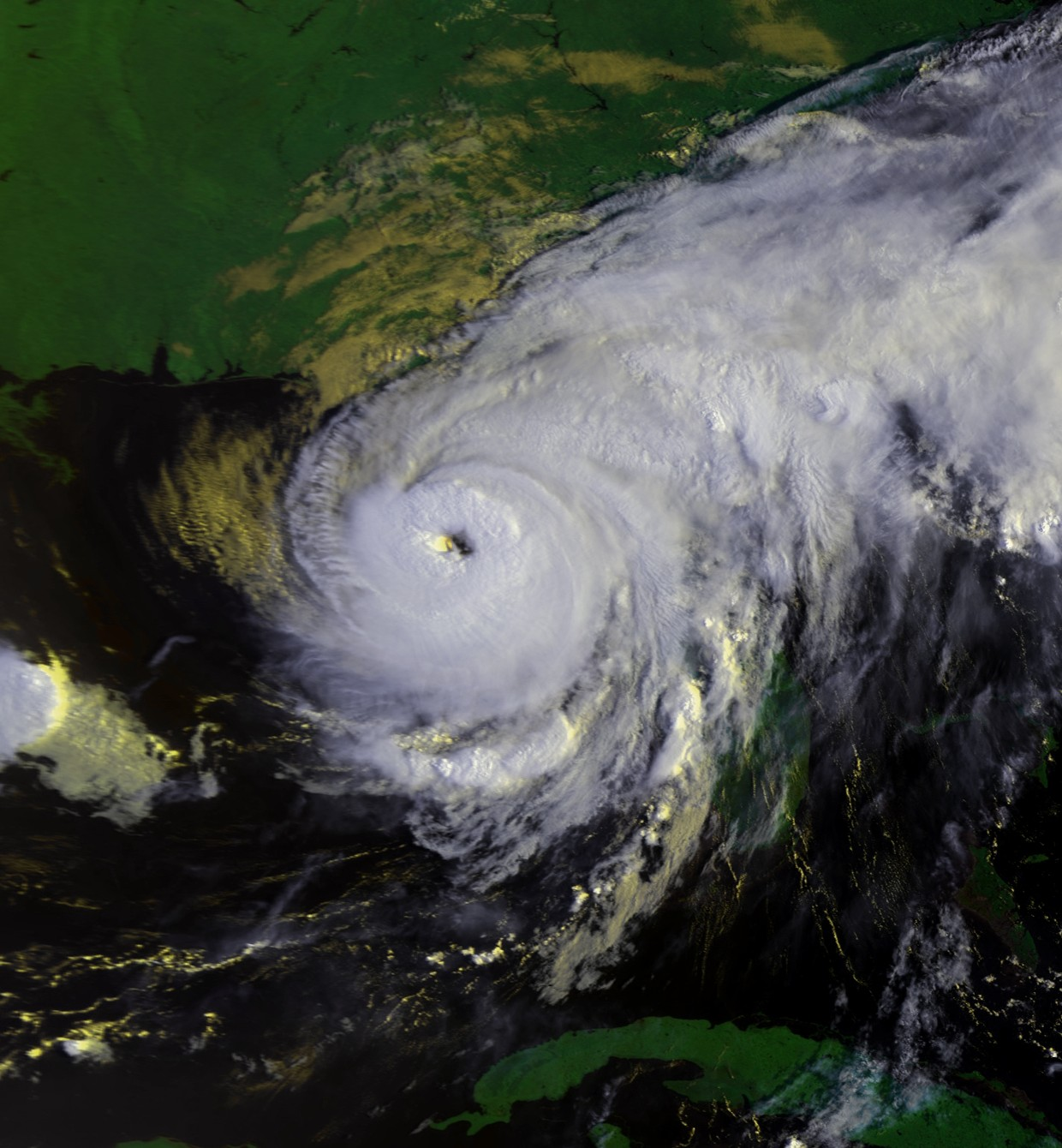
Furacão Elena no início de 1 de setembro, pouco antes de atingir o pico de intensidade e acelerar para o oeste

Durante a aproximação inicial de Elena, a primeira série de alertas de furacão foi emitida entre Grand Isle, Louisiana, e Apalachicola, Flórida. O caminho projetado da tempestade rapidamente empurrou para o oeste, levando os avisos a serem estendidos para Morgan City, Louisiana, e anulado para Pensacola, Flórida, em seu alcance leste. Atendendo aos avisos, quase um milhão de moradores e turistas fugiram do caminho da tempestade. O pessoal em plataformas de petróleo offshore no norte do Golfo do México começou a sair em 29 de agosto. Os governadores de Louisiana, Mississippi, Alabama e Flórida declararam estado de emergência até 30 de agosto. Enormes multidões se formaram nas lojas enquanto os indivíduos procuravam suprimentos de emergência e, simultaneamente, as filas cresciam nos postos de gasolina. Devido ao perigo iminente, muitas empresas fecharam e fortificaram seus edifícios. Em toda a Costa do Golfo, as aulas nas escolas foram canceladas e os moradores da área de Nova Orleães estavam particularmente cautelosos com o que estava sendo chamado de a primeira ameaça séria de furacão em 20 anos o (Furacão Betsy causou inundações catastróficas em Nova Orleães e nos arredores em 1965). No Mississippi, o êxodo em massa criou um tráfego intenso em rodovias cruciais, como a US Route 90 oeste-leste. Na Flórida, o então governador Bob Graham ativou 250 soldados da Guarda Nacional em 30 de agosto para facilitar evacuações eficientes, afirmando que mais 1.600 estavam de prontidão. A essa altura, tornou-se evidente que Elena iria mais para leste do que o inicialmente esperado, despertando mais preocupação com a costa leste do Golfo. Assim, os avisos de furacão foram descartados para a costa da Louisiana a oeste de Grand Isle e substituídos para o leste para Apalachicola, Flórida.
Na noite de 30 de agosto, após a curva acentuada de Elena para o leste, os alertas de furacão ao longo da maior parte da costa norte do Golfo foram interrompidos. De acordo, os evacuados entre a Louisiana e os quatro condados mais a oeste do Panhandle da Flórida voltaram para casa quando os abrigos fecharam. Com o novo curso da tempestade, a área de maior ameaça foi para leste até o restante do Panhandle e o oeste da península da Flórida. Como tal, o governador Graham recomendou evacuações para o sul da área de Tampa no final de 30 de agosto. Uma evacuação obrigatória foi então emitida durante a noite para mais dez condados costeiros, abrangendo 573.000 indivíduos afetados. Em 31 de agosto, o governador Graham aconselhou os moradores de áreas vulneráveis de 15 condados do interior a encontrar um terreno mais seguro. Em resposta ao perigo crescente, a maioria das tropas da Guarda Nacional anteriormente de prontidão foram enviadas para bloquear o acesso a certas áreas, e outros 3.000 foram colocados em prontidão.
Só na área metropolitana de São Petersburgo, no condado de Pinellas, 320.000 pessoas foram evacuadas antes da tempestade, no que foi um recorde nacional para a maior evacuação de um único condado na história. O grande número de refugiados da tempestade colocou pressão sobre as instalações, estradas e contingências. Embora o número de pessoas obrigadas a sair tenha excedido em muito a capacidade dos abrigos do condado de Pinellas, apenas 120.000 dos 300.000 ou mais refugiados fizeram uso dos abrigos. Ainda assim, o uso oficial de abrigos foi considerado superior à média, possivelmente devido a prazos de prontidão reduzidos, limitando a capacidade dos indivíduos de fazer acordos com amigos e parentes, ou maior conscientização sobre os recursos disponíveis. Pesquisas telefônicas pós-tempestade indicaram que as taxas de cumprimento das ordens de evacuação chegaram a 90% no condado de Pinellas, e toda a evacuação levou apenas 9 horas, em vez das 15 esperadas Com mais de 200.000 indivíduos registrados em mais de 120 abrigos ao longo da costa centro-oeste da Flórida, os evacuados ficaram inquietos como resultado da duração da tempestade. Suprimentos como comida acabaram, e muitas pessoas ignoraram os pedidos e tentaram voltar para casa prematuramente. A ameaça do furacão Elena também desencadeou uma transferência em massa sem precedentes de pacientes médicos e de casas de repouso. O Hospital Geral de Tampa, com 84% da capacidade de pacientes, foi evacuado; mais quatro hospitais e cerca de 19 casas de repouso no condado de Pinellas também foram liberados. No geral, cerca de 2.000 pacientes de lares de idosos foram transportados para a segurança. Embora bem-sucedido, o processo encontrou problemas como restrições de tempo e escassez de pessoal.
No final de 1 de setembro, quando a tempestade começou a retroceder, os avisos de furacão foram restabelecidos para o oeste ao longo da costa até Grand Isle, Louisiana, quando os avisos ao longo da costa oeste da Península da Flórida foram autorizados a expirar. No momento em que as autoridades suspenderam as ordens de evacuação, o número de evacuados que ficaram em abrigos já diminuiu significativamente devido à ansiedade desenfreadas. Cerca de 250.000 pessoas no Panhandle da Flórida, 175.000 no Alabama, 70.000 no Mississippi e 50.000 na Louisiana - um total de 545.000 - foram obrigados a sair. Várias centenas de milhares de pessoas afetadas pela nova série de ordens de evacuação também foram forçadas a sair alguns dias antes e, em casos extremos, tiveram um dia ou menos de adiamento. O gabinete do governador Graham informou que durante todo o evento da tempestade, 1,25 milhão de pessoas da Flórida foram evacuadas em algum momento, e a polícia estadual da Louisiana estimou esse número em seu estado em cerca de 400.000. No total, quase 2 milhões de pessoas fugiram da tempestade ao longo de todo o seu curso.

## Impacto

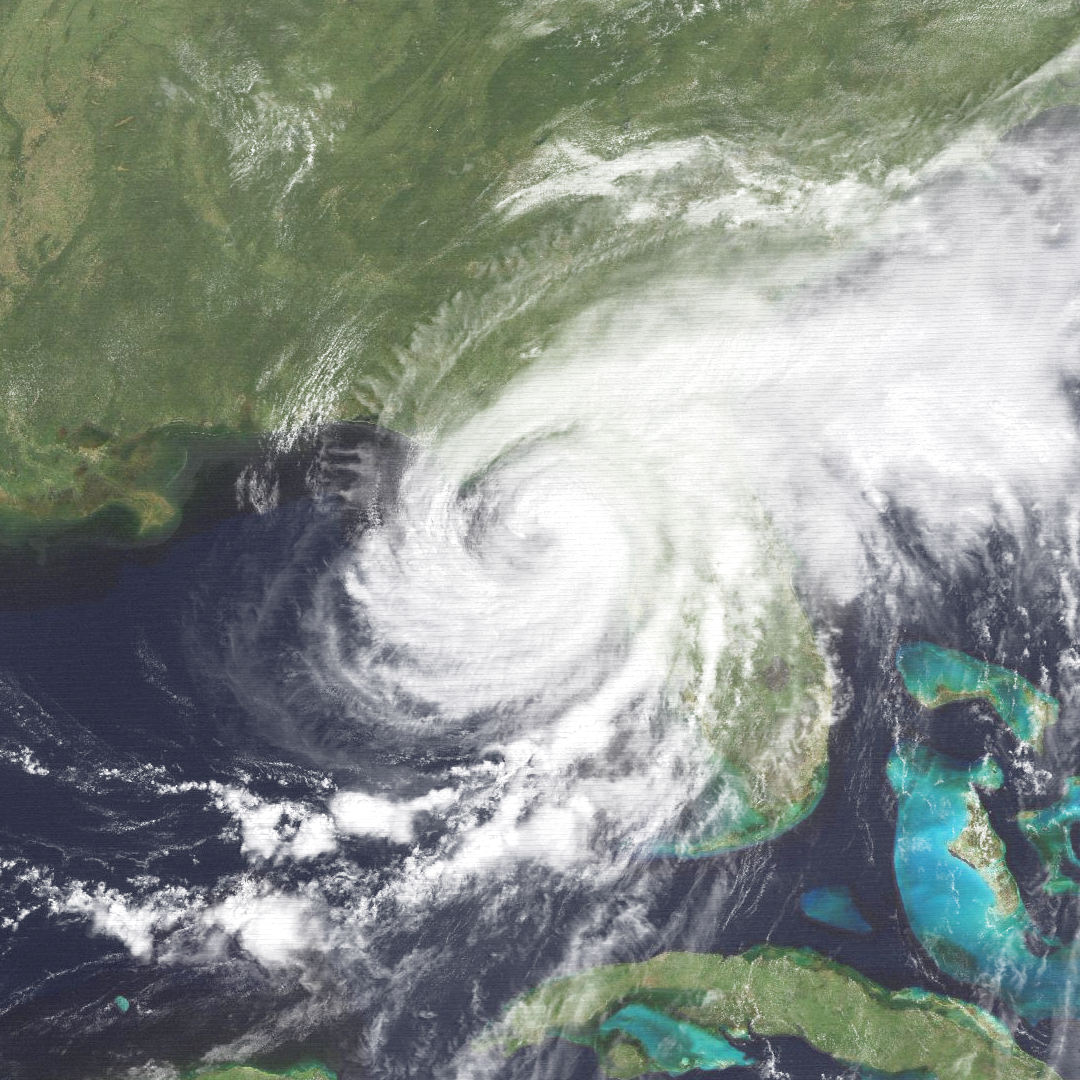
Furacão Elena perto da costa da Flórida em 31 de agosto

De acordo com a Divisão de Pesquisa de Furacões do Laboratório Oceanográfico e Meteorológico do Atlântico, o Furacão Elena produziu ventos de categoria 3 (179 km/h (111 mph) ou superior) na Flórida, Alabama e Mississippi. A Cruz Vermelha Americana informou que, além das centenas de casas unifamiliares demolidas pelo furacão, mais de 17.000 sofreram algum grau de dano; milhares de casas móveis, apartamentos e condomínios também foram danificados ou destruídos. Um meteorologista do National Hurricane Center determinou que os piores efeitos do furacão estavam concentrados em Dauphin Island, Alabama, e Pascagoula, Mississippi, embora danos notáveis tenham ocorrido em grandes áreas da Louisiana, Mississippi, Alabama e Flórida, com efeitos documentados até o oeste de South Padre Island, Texas, e até o norte de Kentucky. Nove mortes foram atribuídas ao furacão em quatro estados e nas águas do Golfo do México, e 134 pessoas ao longo do caminho de Elena foram hospitalizadas, muitas delas devido ao estresse relacionado à tempestade. Quedas de energia afetaram toda a região, afetando cerca de 550.000 clientes. O Centro Nacional de Dados Climáticos compilou um valor total de danos monetários de US$ 1,3 mil milhão.
Além de seus efeitos sobre a terra, Elena também afetou os interesses offshore. Quando um navio de carga próximo ao centro do furacão rolou em alto mar em 29 de agosto, dois contêineres de armazenamento inseguros colidiram, esmagando um homem até à morte. Uma plataforma de petróleo operada pela Exxon e ancorada na costa de Pensacola, Flórida, foi arrancada de suas amarras e dada como desaparecida em 2 de setembro. A plataforma de petróleo derivou 23 km (14 mi) de distância antes de ser avistado por uma aeronave da Guarda Costeira. A Exxon evacuou anteriormente a plataforma depois que o mar agitado rompeu os dois primeiros de seus oito cabos de ancoragem. Danos foram relatados em quatro outras plataformas offshore, e um oleoduto de 150 mm (6 in) quebrou durante o furacão a um custo estimado de US$ 1,6 milhão (o mesmo oleoduto quebrou mais duas vezes durante a temporada de furacões de 1985).
Um grande aspecto da devastação do furacão foi o estrago que causou na indústria de ostras do leste do Golfo do México, particularmente na área da Baía de Apalachicola e na costa do Alabama. Elena submeteu os recifes da Baía de Apalachicola a ventos fortes, forte ação das marés e chuvas moderadas a fortes, produzindo enormes quantidades de lodo e lama que sufocaram até 90% das ostras vivas e praticamente destruíram os locais de colheita mais importantes. A colheita comercial foi suspensa até maio de 1986, quando alguns dos recifes proeminentes do sistema oriental da Baía de Apalachicola foram considerados capazes de sustentar a captura de ostras. As marés astronômicas baixas amplificaram os efeitos da turbulência severa na água. Milhares de indivíduos que dependem da indústria de ostras da Baía de Apalachicola logo se viram lutando para ganhar a vida; as perdas na produção em dois grandes recifes deveriam ultrapassar US$ 30 milhões. Todos os principais recifes do Alabama foram afetados pelo furacão, e seu mais produtivo foi quase destruído. O problema foi posteriormente confundido em novembro pelo Furacão Kate, que, de acordo com o Centro Nacional de Furacões, "[desfez] o golpe final" em certos leitos de ostras.

### Flórida

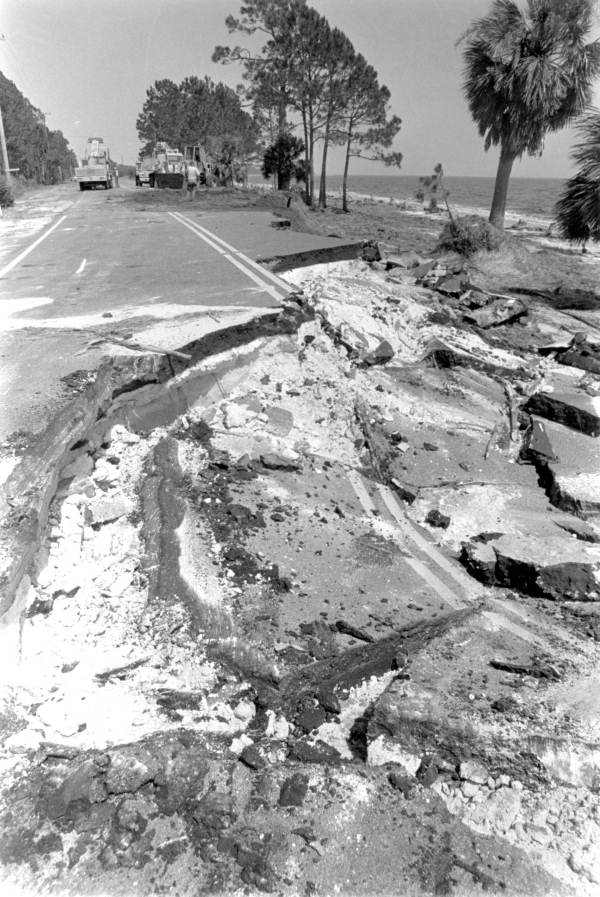
Numerosas estradas costeiras, como esta ao longo da costa do Golfo da Flórida, foram danificadas pela tempestade do furacão.

A tempestade começou a afetar a Flórida no final de 28 de agosto e no início de 29 de agosto. Em Key West, no lado leste do centro de fortalecimento de Elena, as rajadas de vento ultrapassaram 80 km/h (50 mph), acompanhado de 46 mm (1.8 in) de chuva e marés acima do normal. Vários barcos encalharam em Smathers Beach. Da mesma forma, condições adversas ocorreram em todo o resto das Keys e no sul da Península da Flórida; rajadas de vento de 97 km/h (60 mph) e chuvas modestas se estenderam até o leste da área de Miami.  Os ventos de leste produziram alturas de onda significativas de 1.6 m (5.2 ft) em West Palm Beach e 3.2 m (10.5 ft) em Jacksonville, ao longo da costa atlântica da Flórida, até 31 de agosto.
As bandas de chuva externas do grande furacão produziram um clima tempestuoso em partes do norte da Flórida já na manhã de 30 de agosto. A essa altura, a costa baixa perto de Apalachicola já começou a inundar. Elena continuaria a afetar o estado por vários dias, uma vez que serpenteava no mar, resultando em chuvas moderadas a fortes. Acima de 250 mm (10 in) acumulado em muitos locais, chegando a 398 mm (15.67 in) perto de Cross City e atingindo 287 mm (11.31 in) em Apalachicola. Mais ao sul na área de Tampa, a precipitação foi menos significativa, ultrapassando 130 mm (5 in) em Clearwater. Partes da costa nordeste do estado - mais distantes do centro do furacão - também registraram chuvas formidáveis, com um máximo local de 268 mm (10.57 in) em Jacksonville. Ainda assim, esses totais representaram uma tempestade relativamente seca, considerando sua longa duração. Apesar das esperanças iniciais de que o furacão ajudaria a aliviar as condições de seca em porções do interior do sul da Flórida, a precipitação lá era geralmente inconsequente.
As marés de tempestades se estendiam ao longo da costa da Flórida até o sul de Sarasota e geralmente corriam modestos 0.91 to 1.83 m (3 to 6 ft) acima do normal, embora sua duração e extensão tenham sido notáveis. A maior maré de tempestade registrada associada ao furacão foi 3.0 m (10 ft) em Apalachicola. A combinação de níveis de água elevados e ondas fortes resultou em erosão severa ao longo de muitas praias. Muitas casas perto da água foram destruídas pela onda, e estruturas costeiras, como docas, calçadas, pontes, estradas baixas e paredões sofreram danos substanciais. Vários grandes cais de pesca foram parcial ou totalmente destruídos; notavelmente, o cais da cidade em Cedar Key e os populares 460 m (1,500 ft) Big Indian Rocks Fishing Pier foram ambos demolidos pelo furacão. Os detritos do pier de pesca de Big Indian Rocks foram levados para o norte em direção a Clearwater Pass e se acumularam ao longo das praias particulares de Belleair Shore.
Os ventos mais fortes da tempestade permaneceram em grande parte em águas abertas, embora fortes rajadas ainda varreram cidades costeiras e ilhas-barreira. Os ventos mais fortes foram observados em duas áreas da costa: de Cedar Key a Clearwater e de Apalachicola a Pensacola. Relatórios oficiais de rajadas incluíam 121 km/h (75 mph) em Cedar Key e quase 110 km/h (70 mph) em Clearwater; depois, em 2 de setembro, uma rajada de 140 km/h (90 mph) foi observado em Pensacola ao longo do Panhandle da Flórida, com ventos sustentados superiores a 80 km/h (50 mph). Ventos no condado de Franklin se aproximaram de 201 km/h (125 mph) por estimativas não oficiais. Os efeitos da tempestade não se limitaram à costa, no entanto, as árvores caídas na área interior de Tallahassee danificaram cerca de 50 veículos.

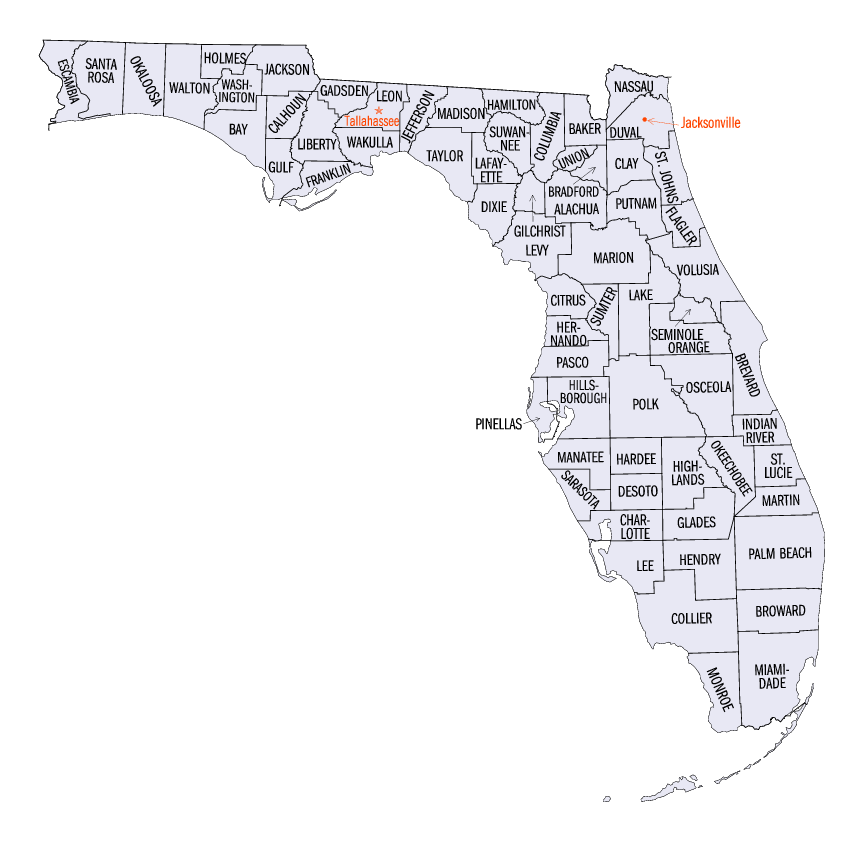
Mapa dos condados da Flórida: clique para ampliar

Embora o Furacão Elena nunca tenha cruzado a costa da Flórida, sua interação prolongada com a terra agitou grandes áreas da costa oeste do estado. Os ventos ao longo e ao redor da costa do condado de Pinellas geralmente sopravam do sul ou sudoeste por vários dias, criando um fluxo persistente em terra que acumulava mares agitados. Perto de Clearwater, as ondas atingiram 2.5 m (8.2 ft) de altura, marcada por um período de 13 segundos em 31 de agosto. Um estudo determinou que a tempestade removeu uma média de 10 jardas cúbicas de material costeiro por pé linear de costa nos condados de Escambia, Golfo, Franklin e Pinellas, com valores chegando a 15,6 jardas cúbicas por pé. Ao longo das costas predominantemente pantanosas dos condados de Pasco, Hernando e Citrus, a erosão e os danos estruturais foram muito mais limitados, em parte devido à direção do vento sul ou sudeste local.
Em alguns casos, o furacão deixou alterações quase permanentes em praias e pequenas ilhas. Por exemplo, North Bunces Key - uma ilha do sul do condado de Pinellas - perdeu a maior parte de sua vegetação para a tempestade, e a inundação mudou a parte sul da ilha para 330 pés (100 m) de seu assentamento original. Mudanças mais extensas foram vistas na Ilha Caladesi, que se formou em 1921 depois que um furacão dividiu uma ilha barreira maior em duas por um novo canal. A enseada tornou-se dominante sobre a passagem de Dunedin ao sul, que ficou mais estreita gradualmente até que Elena reorganizou a dinâmica da praia, permitindo que a passagem de Dunedin se enchesse completamente de areia alguns anos após a passagem do furacão. Como resultado, Clearwater Beach tornou-se conectada à Ilha Caladesi. Elena também criou uma nova entrada conhecida como Willy's Cut, que existiu até 1991. O interesse em reabrir artificialmente o Dunedin Pass levou a um estudo oficial em 1994 sobre os méritos de engenharia e financeiros de tal projeto. Devido ao alto custo da dragagem e à probabilidade de manutenção quase contínua, nenhuma ação foi tomada.

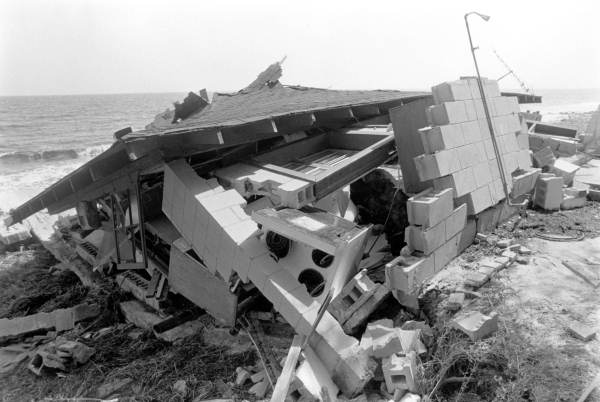
Exemplo de uma estrutura à beira-mar destruída pelo furacão na Flórida

O furacão arrancou duas barcaças de suas amarrações em Tampa Bay e as jogou na Gandy Bridge, deixando a ponte com danos não especificados. Em toda a área, o aumento das águas inundou as ruas, levou os barcos à costa e destruiu várias casas ao longo da costa. Em Cedar Key, ao norte, a maré de tempestade ultrapassou 2.7 m (9 ft). Lá, e em Alligator Point, a noroeste, os valores de surto representaram períodos de retorno de 25 a 30 anos; em outros lugares, eles eram equivalentes a eventos de cerca de 10 anos. Inundações em Cedar Key subiram para 2.4 m (8 ft) em profundidade, com onda de 0.61 m (2 ft) no topo da água parada. A extensão dos danos estruturais foi amplamente dependente do tipo de construção, já que os edifícios mais novos e elevados se saíram muito melhor do que as estruturas mais antigas próximas ao nível do mar. Os restaurantes à beira-mar eram especialmente suscetíveis; os ventos sopraram várias grandes portas de vidro deslizantes em um estabelecimento, permitindo que os ventos e a maré entrassem em seu interior. Elena cortou a única ponte para Cedar Key, isolando temporariamente a cidade e isolando vários moradores. O Departamento de Transporte da Flórida trabalhou apressadamente para tornar a ponte transitável por tempo suficiente para resgatar os indivíduos encalhados. O furacão comprometeu várias outras estradas, destruindo 23 m (75 ft) trecho da Estrada Estadual 24. As perdas monetárias apenas em Cedar Key foram estimadas em US $ 2 milhões, e todos os principais aspectos da infraestrutura local foram severamente afetados, impedindo inicialmente que os moradores voltassem para casa na ilha. Pelo menos 34 casas e empresas na ilha foram danificadas ou destruídas.
O condado de Pinellas sofreu alguns dos piores danos do furacão Elena na Flórida. No auge da tempestade, mais de 500.000 de seus moradores estavam sem eletricidade. Quarenta e quatro casas unifamiliares foram destruídas, outras 31 foram danificadas e vários condomínios, casas geminadas e prédios comerciais foram danificados ou destruídos. O furacão também destruiu ou comprometeu irreparavelmente quase 4.3 km (2.7 mi) de anteparas costeiras e causou pequenos danos em 3.46 km (2.15 mi) mais. A maioria dos paredões afetados estava em degradação ou mal reforçada. Paredões com padrões mais altos de construção geralmente permaneceram intactos, embora, mesmo nesses casos, a inundação do Golfo do México superasse as barreiras e depositasse grandes volumes de areia. O furacão custou cerca de US$ 100 milhões no condado de Pinellas.
[0-9][0-9]?

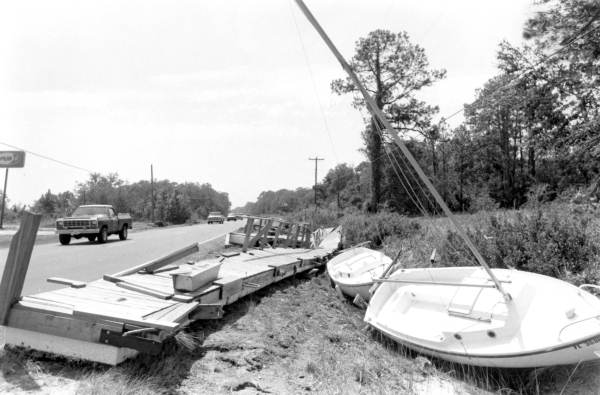
A tempestade arrastou detritos marítimos, como pequenas embarcações e partes de docas, sobre a terra.

A trilha de Elena paralela ao Panhandle da Flórida submeteu o litoral entre Apalachicola e Pensacola Beach a condições particularmente severas que resultaram em danos materiais "significativos" lá. Em Apalachicola propriamente dita, os ventos arrancaram grandes telhados de prédios, e dados do Departamento de Recursos Naturais da Flórida indicam que 20 residências e um prédio comunitário no condado de Franklin foram danificados ou destruídos. A falha estrutural foi predominante ao longo da orla do condado e em ilhas como Dog Island ; no entanto, limitou-se principalmente a edifícios mal construídos. Vários quilômetros de estradas no município sofreram danos significativos, e cerca de800 m (1⁄2 mi) da antepara foi destruída. Os paredões baixos permitiram que pontos cruciais da calçada para a ilha de St. George fossem corroídos, fazendo com que ela falhasse. No condado de Escambia, o furacão deixou US$ 2 milhões em danos. Em grande parte do restante do Panhandle da Flórida, os danos estruturais foram limitados, embora 100.000 pessoas na área de Pensacola tenham perdido a energia. A configuração da ponta sul do Cabo San Blas em Gulf County foi alterada pela tempestade. O furacão destruiu ninhos de águias, causou mortes de peixes de água doce e afetou outras espécies de vida selvagem nos Refúgios Nacionais de Vida Selvagem de São Vicente e São Marcos. Os Parques Estaduais da Ilha St. George e Honeymoon Island foram fortemente afetados, com danos consideráveis, mas menores, em várias outras áreas protegidas. A US Route 98, que segue de perto a costa nesta região, exigiu extensos reparos depois de ter sido prejudicada em quase duas dúzias de locais.
Quando os ciclones tropicais se movem sobre a terra, eles geralmente produzem o cisalhamento do vento e a instabilidade atmosférica necessários para o desenvolvimento de tempestades de supercélulas fracas e incorporadas, que podem produzir tornados. Esses tornados geralmente são fracos e de curta duração, mas ainda são capazes de produzir danos significativos. Embora centrado no Golfo do México, o lado leste da circulação do furacão Elena gerou vários desses tornados sobre o centro da Flórida. Um tornado atingiu o leste de Leesburg em 1 de setembro, destruindo 64 casas unifamiliares e casas móveis e danificando outras 118; sete pessoas foram tratadas por ferimentos sem risco de vida. Mais tarde naquele mesmo dia, outro tornado pousou no centro de Leesburg, com muito menos danos. No condado de Marion, nas proximidades, a atividade tornado destruiu seis casas móveis, comprometeu outras 50 residências e infligiu até US$ 500.000 em perdas totais, embora apenas ferimentos leves tenham sido relatados. No Kennedy Spac e Center Launch Complex 39 em Cabo Canaveral, um tornado fraco atingiu dois veículos perto do local onde o ônibus espacial Atlantis estava sendo  preparado para seu primeiro voo. Um tornado em New Port Richey arrancou partes do telhado de pelo menos um prédio e derrubou árvores, e atividade tornadica também foi identificada no condado de Sumter.
O furacão tirou uma vida no estado e indiretamente contribuiu para mais duas mortes. Em Daytona Beach, uma árvore atingiu um veículo estacionado, matando uma pessoa no interior. A causa exata do desenraizamento da árvore era desconhecida, embora possa ter sido atingida por um raio ou um tornado de curta duração. Em outros lugares, dois indivíduos morreram de ataques cardíacos: um enquanto instalava persianas em sua casa e outro em um abrigo designado.

### Alabama

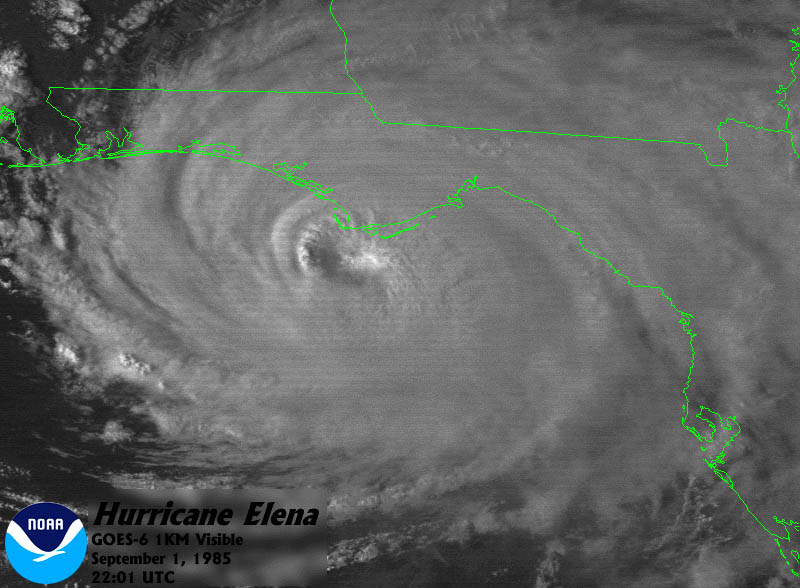
Visão de satélite do núcleo do furacão em 1 de setembro, enquanto viaja para o oeste

O centro de Elena passou 30 mi (50 km) ao sul do Alabama continental enquanto acelerava em direção à Costa do Golfo, afetando a costa de dois condados do estado e as ilhas offshore. As rajadas de vento na Ilha Dauphin, situada muito mais perto do olho do furacão, foram estimadas em 210 km/h (130 mph); essas velocidades representavam algumas das mais altas experimentadas em terra pela tempestade, e eram fortes o suficiente para quebrar centenas de grandes pinheiros. Dauphin Island recebeu uma maré de tempestade de 2.6 m (8.4 ft) que resultou em inundações substanciais e áreas de transbordamento total. As chuvas atingiram apenas 76 mm (3 in) na ilha.
Com sua localização próxima ao centro da tempestade, Dauphin Island viu o maior dano no Alabama. O acesso à ilha foi interrompido durante e imediatamente após o furacão, retardando a progressão das avaliações de danos. Além disso, a tempestade cortou os serviços de energia e telefone. Pesquisas pós-tempestade revelaram padrões discerníveis em danos estruturais na ilha; estes incluíam uma quase completa falta de destruição no extremo leste densamente arborizado, e os danos concentrados mais perto do lado oeste e ao longo de áreas expostas a fortes ventos de leste. Relatos em primeira mão relataram que, nos casos mais graves, casas inteiras elevadas foram arrancadas de suas estacas e varridas para o Golfo do México. O número de casas demolidas dessa maneira foi informalmente colocado em 50, embora esses colapsos totais de edifícios estivessem tipicamente confinados a edifícios mal protegidos. No total, o furacão destruiu 190 residências na Ilha Dauphin, representando quase 25% de todas as casas, e outras 235 sofreram danos substanciais. Uma estimativa não oficial e inicial de perdas na ilha foi de US $ 30 milhões.
As velocidades do vento foram marcadamente mais baixas sobre o Alabama continental; Ventos móveis registrados de mais de 80 km/h (50 mph), com rajadas de até 135 km/h (84 mph). O ângulo de aproximação da tempestade criou fortes ventos offshore ao longo do continente, que diminuíram os níveis de água e limitaram a extensão da onda positiva quando os ventos mudaram para a terra. Os ventos do furacão afetaram as colheitas, arruinando 3,600,000 kg (8,000,000 lb) de nozes e reduzindo a produção de soja em 10%. As fazendas ainda estavam em processo de recuperação do furacão Frederic em 19 79, quando Elena atacou.
A ação das ondas afetou as fundações das estruturas à beira-mar ao longo das costas dos condados de Baldwin e Mobile, onde Elena infligiu cerca de US$ 715.000 em danos nas estradas. A maioria dos danos concentrou-se perto da costa, onde ocorreu uma extensa erosão, e em ilhas e penínsulas menores. Mais para o interior, o impacto de Elena foi geralmente limitado a árvores derrubadas e linhas de energia. A tempestade destruiu o calçadão da cidade em Gulf Shores, com o custo de reconstrução estimado em US$ 300.000. A Alabama Power relatou quedas de energia extensas afetando até 100.000 clientes. De acordo com o Insurance Information Institute, os danos causados por tempestades no Alabama totalizaram cerca de US$ 100 milhões. Estima-se que 300 casas no estado foram destruídas pelo furacão Elena e outras 1.345 sofreram danos mais leves.

### Mississipi

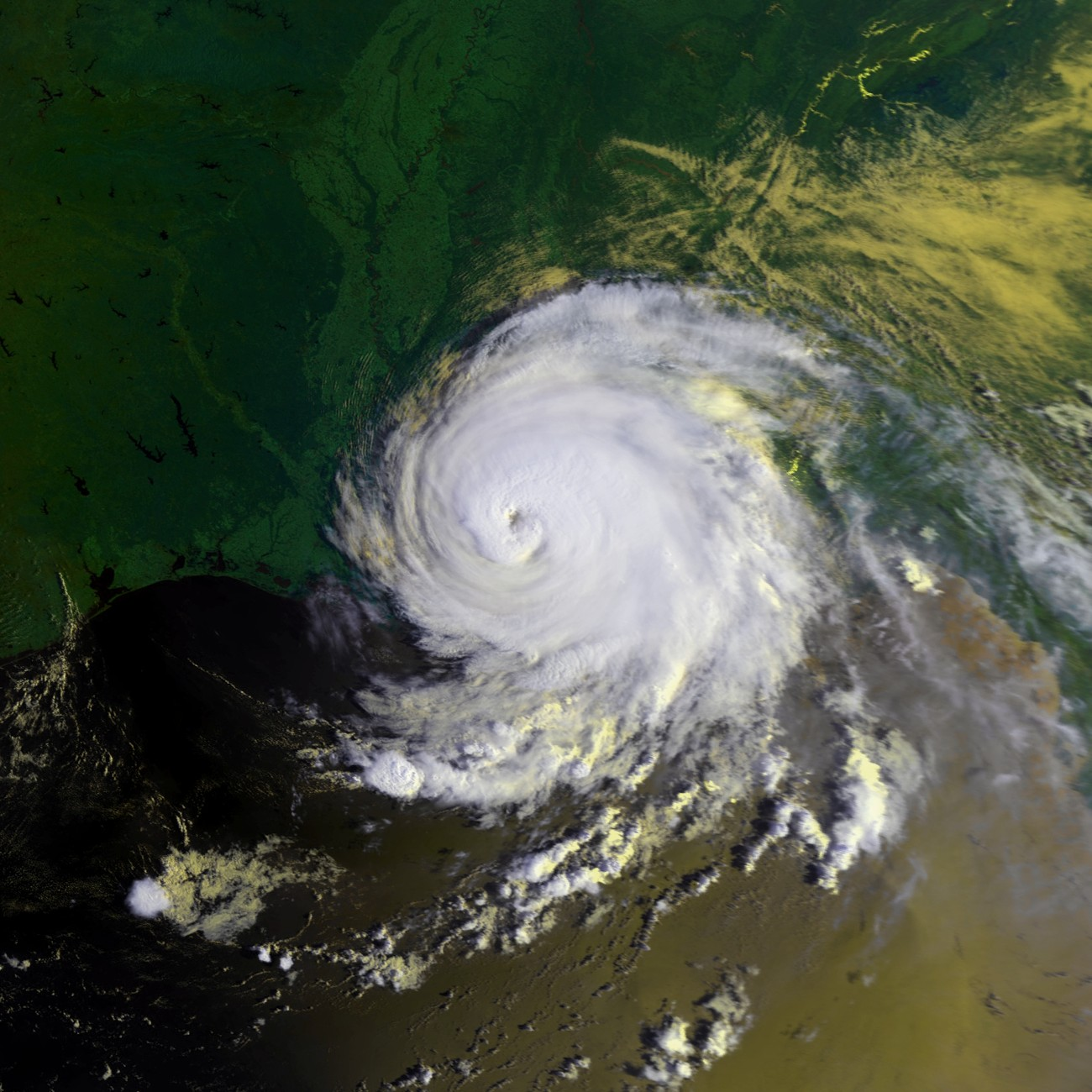
Elena chegando ao Mississippi em 2 de setembro

Ao longo da costa do Mississippi, onde Elena atingiu a costa, os efeitos mais significativos da tempestade resultaram de seus fortes ventos com rajadas de mais de 190 km/h (120 mph). Rajadas registradas incluíram 195 km/h (121 mph) em Gulfport, 185 km/h (115 mph) em Pascagoula, e 140 km/h (90 mph) em Biloxi. Várias outras estações meteorológicas registraram ventos sustentados em mais de 140 km/h (90 mph). Consistente com a natureza seca da tempestade, as chuvas no estado foram principalmente leves e confinadas às áreas sul e oeste. Gulfport pegou mais de 110 mm (4.5 in), enquanto pouco mais de 3 pol (75 mm) de chuva caiu em Natchez. Algumas ruas em Gulfport e Biloxi inundaram no auge da tempestade. As marés mais altas correram 1.8 to 2.4 m (6 to 8 ft) acima do normal ao longo da costa, chegando a 2.4 m (7.9 ft) acima da média em Pascagoula e Ocean Springs. Como no Alabama, foram registrados valores negativos de pico no início da tempestade. O medidor de maré em Gulfport registrou um nível de água de 1.7 m (5.6 ft) abaixo da média no início de 2 de setembro, antes de aumentar rapidamente para 1.66 m (5.43 ft) acima do normal. A pressão do ar caiu tão rapidamente em Pascagoula que as janelas do carro começaram a quebrar. O barômetro atingiu o fundo em 953 mb, a pressão mais baixa registrada em terra em associação com o ciclone.

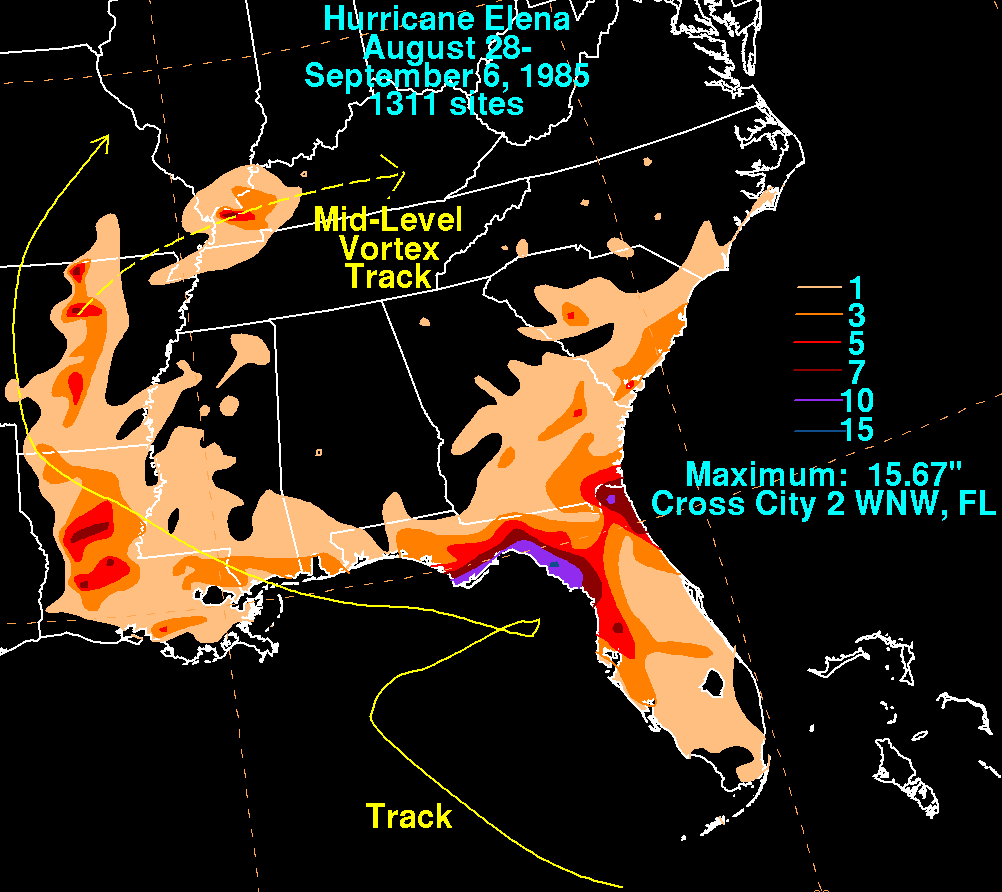
Chuvas totais da tempestade de Elena nos Estados Unidos

O pior dos danos ocorreu ao longo de 64 km (40 mi) trecho de litoral, centrado na área de Pascagoula. Os ventos de Elena danificaram a maioria das escolas no condado de Jackson e, mais especificamente, todas as escolas em Pascagoula foram estruturalmente comprometidas em algum grau. Danos a escolas em Ocean Springs totalizaram US$ 3 milhões. Na mesma cidade, as condições gerais após o furacão foram descritas como piores do que as dos furacões anteriores Frederic ou Camille. Elena destruiu 20 casas e dois supermercados em Ocean Springs, e vários prédios em cada quarteirão da cidade sofreram danos graves no telhado devido à queda de árvores. Dois shopping centers foram destruídos nas proximidades de Gautier, possivelmente por tornados de curta duração. Um capitão dos bombeiros em Gautier comentou imediatamente após a tempestade que ainda não tinha visto um prédio ileso na cidade. A comunidade ficou essencialmente isolada do mundo exterior e rapidamente começou a ficar sem comida, água potável e suprimentos de gasolina. Os relatórios iniciais de Pascagoula também indicaram que a maioria, ou todos, os edifícios daquela cidade foram danificados. Quase todos os negócios da cidade foram danificados a ponto de nenhum poder abrir quando a tempestade passou. Uma avaliação pós-tempestade pela Agência de Gerenciamento de Emergências do Mississippi revelou que mais de 900 empresas no condado de Jackson sofreram danos, contribuindo para um total de quase 1.500 nos três condados costeiros do estado.
Os condados de Harrison e Hancock geralmente não foram afetados tão severamente quanto as comunidades mais próximas da fronteira do Alabama, mas toda a área ainda sofreu bastante. Em seções de Gulfport, grandes incêndios foram provocados por linhas de energia derrubadas e alimentados por canos de gás natural quebrados. Detritos nas estradas impediram que os bombeiros chegassem aos incêndios, permitindo que eles se espalhassem. Destruição semelhante foi vista a leste em Biloxi, onde os ventos do furacão arrancaram os telhados de muitos edifícios. As comunidades à beira-mar estavam em estado de desordem, com grandes árvores arrancadas, detritos espalhados pelo chão e acúmulos de areia em partes de estradas como a US 90. Os danos às escolas no condado de Harrison – particularmente em Gulfport e Biloxi – foram extensos. A maioria das casas na área sobreviveu à tempestade, que foi estimada localmente como um evento que ocorre uma vez em 50 anos, com relativamente poucos danos. Vários edifícios ao longo da costa na área de Biloxi sofreram danos graves, mas muitas das casas mais antigas perto do Golfo do México se saíram notavelmente bem. Os ventos derrubaram grandes placas de rodovias, em alguns casos atingindo prédios próximos. Ao longo da costa, Elena causou erosão na praia, danificou estruturas costeiras e instalações recreativas de praia, e deslocou bóias e marcadores de navegação em vários portos, vários dos quais foram fechados enquanto aguardavam a inspeção da Guarda Costeira. Os ventos no interior do condado de Pearl River danificaram 350 casas permanentes e móveis e, como no Alabama, o furacão teve um grande impacto nas plantações e fazendas de noz-pecã e soja.
Houve inúmeros relatos no sul do Mississippi de tornados embutidos que exacerbaram os efeitos do furacão. Relatórios em Gulfport indicaram que três escolas usadas ativamente como abrigos contra furacões foram atingidas e danificadas por tornados. Em um local, quase 400 pessoas alojadas em uma escola tiveram que correr para a segurança antes que parte do telhado desabasse. Outro tornado aparente atingiu um centro de idosos, colocando em perigo cerca de 200 pessoas em uma estrutura que sofreu danos nas janelas, portas e parte de seu telhado; cerca de 20 pessoas precisaram de resgate por paramédicos. Apenas ferimentos leves ocorreram em associação com os possíveis tornados. Equipes de especialistas encarregados de revisar a validade dos relatórios de tornados foram incapazes de provar que uma parte significativa dos danos no sul do Mississippi foi causada por tornados. Como resultado, poucos tornados foram confirmados, e é provável que a maior parte dos danos na região tenham resultado de ventos semelhantes a rajadas que fazem parte da natureza de um furacão intenso, ou microexplosões potencialmente localizadas. Quaisquer tornados não confirmados não teriam sido mais fortes do que os ventos sinóticos do furacão.
A tempestade deixou 80.000 clientes da Mississippi Power Company sem eletricidade; a maioria dos 126.000 moradores do Condado de Jackson foram afetados pela interrupção. As operações na Ingalls Shipbuilding em Pascagoula foram interrompidas devido à falta de energia e danos generalizados aos edifícios e guindastes do estaleiro, e pelo menos dois outros estaleiros no estado foram afetados pelo furacão. Além disso, a tempestade forçou o fechamento temporário da refinaria da Chevron USA em Pascagoula. As instalações em Horn Island no Gulf Islands National Seashore, Buccaneer State Park e no Mississippi Sandhill Crane National Wildlife Refuge exigiram reparos após a tempestade; neste último, os danos incluíam o custo de curar a perna ferida de um guindaste de areia da Flórida. Trinta fábricas de processamento de frutos do mar foram danificadas e uma foi destruída. A Cruz Vermelha estimou que 200 casas unifamiliares no estado foram destruídas e cerca de 13.200 foram danificadas, 1.200 delas fortemente. Além disso, o furacão demoliu 390 casas móveis e danificou outras 2.290. Só o custo total dos danos no Mississippi se aproximou de US$ 1 mil milhão.

### Luisiana
Depois de se mover para o interior, a trilha noroeste da tempestade a trouxe sobre a fronteira da Louisiana em duas ocasiões distintas, primeiro atingindo a paróquia de Washington como um furacão mínimo. Os ventos foram fortes o suficiente para derrubar centenas de árvores, danificando casas e cortando a energia de mais de 15.000 clientes no processo. O furacão também derrubou casas móveis e espalhou destroços em comunidades como Bogalusa e Franklinton na paróquia de Washington, a área mais atingida do estado. Árvores derrubadas causaram danos a 200 casas e outras 200 empresas, principalmente perto de Bogalusa.
Os ventos no resto do estado foram moderados, com rajadas de cerca de 80 km/h (50 mph) em Slidell na margem nordeste do Lago Pontchartrain, então os danos fora da paróquia de Washington foram esporádicos. Em todo o estado, pelo menos 40.000 consumidores de energia elétrica ficaram sem energia. Localizada a sudoeste do núcleo da tempestade, Nova Orleans escapou com poucos danos e condições climáticas relativamente benignas; ainda assim, o furacão provocou pequenas inundações e derrubou galhos de árvores ao redor da cidade. Os diques ao longo das margens do Lago Pontchartrain foram capazes de conter as grandes ondas do lago, apesar dos temores iniciais em contrário. Ainda assim, as condições adversas forçaram o fechamento temporário do Lake Pontchartrain Causeway. A tempestade provocou a morte de dois indivíduos no estado: um por afogamento na Paróquia de St. Tammany e outro em um acidente de trânsito atribuído ao clima. Os danos segurados e não segurados somaram cerca de US$ 17 milhões, com um adicional de US$ 500.000 em perdas agrícolas.
Elena submeteu as Ilhas Chandeleur a um 2.0 m (6.5 ft) ou maior maré de tempestade. A cadeia de ilhas é um importante amortecedor para partes da Louisiana continental contra tempestades, mas é frequentemente remodelada ou encolhida por furacões intensos. O furacão Danny e o furacão Juan também afetaram as ilhas em 1985. Elena erodiu pelo menos 20% e possivelmente até 40% da massa total de terra das Ilhas Chandeleur e cortou 30 canais significativos na cadeia de ilhas. Partes das ilhas deixadas intactas sofreram extensa perda de vegetação. O furacão, junto com Danny e Juan, também afetou várias outras ilhas barreira, e a própria Elena removeu até 34 m (112 ft) de praia ao longo da ilha de Grand Isle, Louisiana.

### Em outro lugar

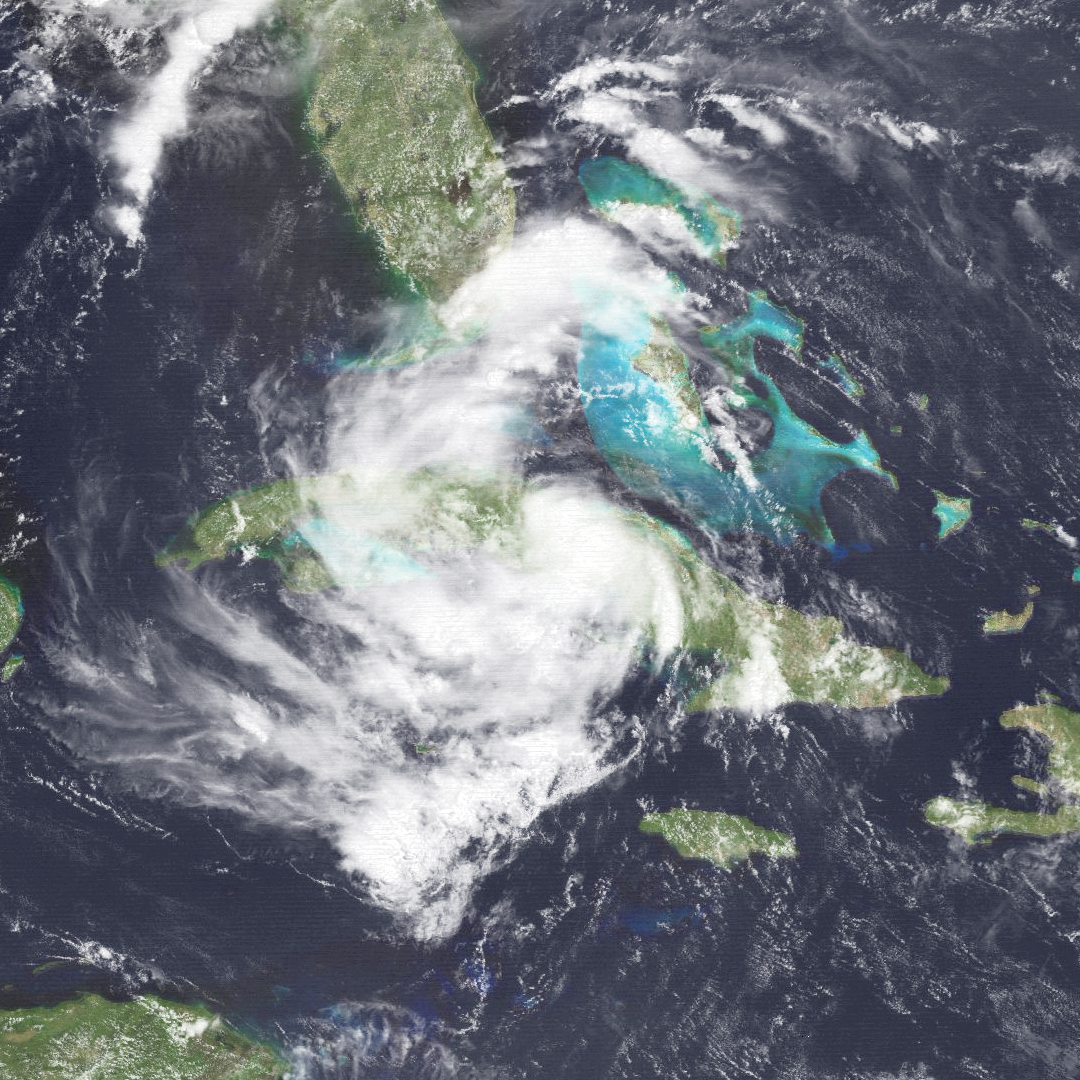
Tempestade tropical Elena sobre Cuba em 28 de agosto

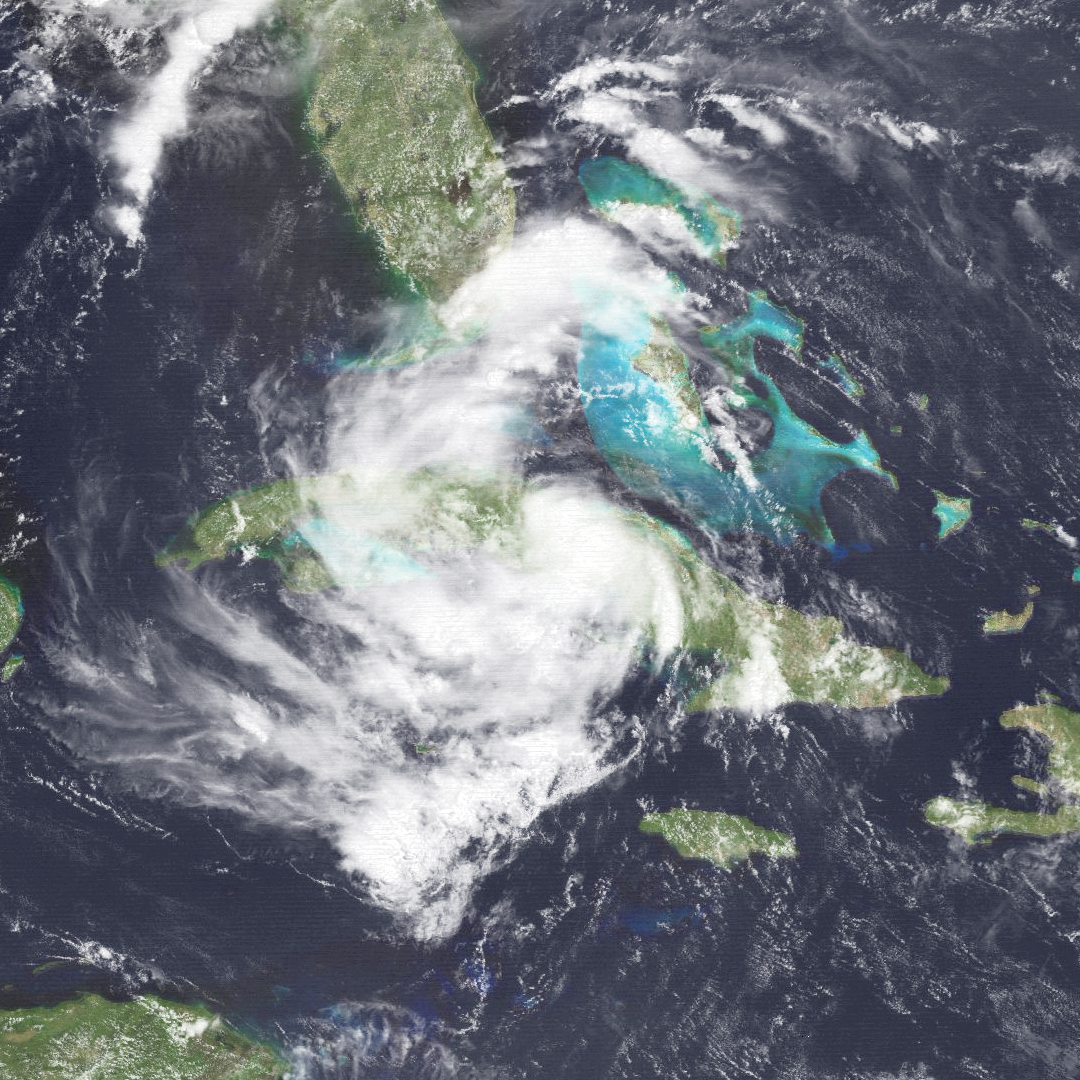
Tempestade tropical Elena sobre Cuba em 28 de agosto

A precipitação do furacão Elena atingiu o sul da Geórgia e partes da Carolina do Sul, com pouco impacto além do escasso alívio da seca. Por vários dias após o desembarque, o enfraquecimento do ciclone tropical produziu chuvas moderadas a fortes em partes do centro e norte do Arkansas. Os totais de precipitação foram geralmente 51 to 102 mm (2 to 4 in), com valores localmente mais elevados; Mountain Home, Arkansas recebeu 227 mm (8.95 in) de chuva, incluindo 170 mm (6.6 in) em apenas três horas em 4 de setembro. Clinton ao sul registrou 220 mm (8.6 in). Na capital do estado de Little Rock, menores 76 mm (3 in) anos de líquido caiu. Listado pelo Serviço Nacional de Meteorologia entre "alguns dos ciclones tropicais mais sig nificativos que afetaram o Arkansas", os remanescentes de Elena provocaram inundações repentinas em partes de quatro municípios; 0.61 m (2 ft) de ruas submersas de água parada no centro de Hot Springs. Em Mountain Home, as águas da enchente forçaram 10 famílias a evacuar suas casas, e uma pessoa morreu depois que um riacho inchado varreu seu carro de uma ponte que o atravessava.
Chuvas significativas também ocorreram em partes do oeste do Kentucky, com precipitação mais leve em vários estados adjacentes. Acima 200 mm (8 in) caiu em Paducah, onde ruas urbanas e terrenos baixos sofreram inundações de água doce de 1.2 m (4 ft) com carros submersos até as janelas e infiltrados em 40 casas, vários negócios, um hotel e uma escola secundária. Evacuações localizadas e fechamento de estradas foram necessárias, e uma pessoa que caminhava em um riacho ativo teve que ser resgatada depois que o riacho o varreu rio abaixo. Cerca de 10.000 clientes perderam o serviço elétrico por um curto período devido à tempestade. Abrigos foram abertos para os deslocados pelas enchentes, mas pouco utilizados.
No início de seus estágios de formação, Elena desencadeou chuvas e trovoadas em partes de Cuba, Bahamas e Hispaniola.  Mais tarde, o furacão maduro gerou fortes correntes de retorno até South Padre Island, Texas, onde dois nadadores se afogaram em incidentes separados no fim de semana do Dia do Trabalho. Ambas as vítimas eram residentes do sexo masculino no Texas.

## Consequências
O furacão Elena tem um legado multifacetado; é lembrado não apenas por seus impactos severos, mas também por sua imprevisibilidade e pela grande extensão dos preparativos pré-tempestade . Devido à sua notoriedade, o nome Elena foi retirado da lista cíclica de nomes de furacões no Atlântico na primavera de 1986. Consequentemente, nunca mais será usado para um furacão no Atlântico. O nome foi substituído por Erika, que foi usado pela primeira vez durante a temporada de 1991 e se aposentou após a temporada de 2015.

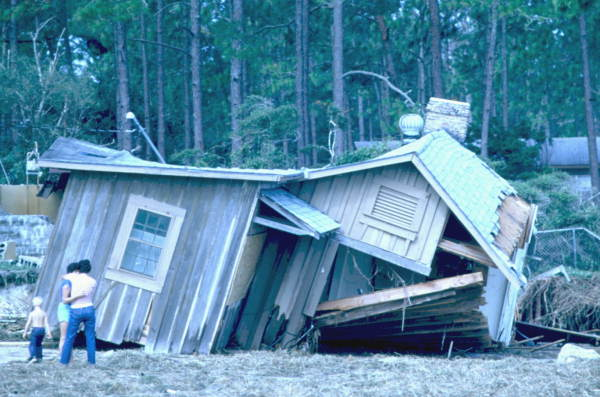
Milhares de famílias precisaram de moradia temporária depois que suas casas ficaram inabitáveis.

### Flórida
O estado da Flórida recebeu uma Declaração de Grande Desastre Federal em 12 de setembro Os condados de Franklin, Levy, Manatee e Pinellas - onde a tempestade deixou 5.000 pessoas sem trabalho - tornaram-se elegíveis para ajuda federal depois que o presidente Ronald Reagan visitou o estado e determinou que os residentes nessas áreas se beneficiariam de assistência como moradia temporária, juros baixos empréstimos para esforços de reconstrução e doações monetárias. Centros de desastres foram abertos nesses quatro municípios como locais centralizados para agências federais, estaduais e voluntárias operarem programas de socorro. Mais tarde, o presidente Reagan incluiu os condados de Hillsborough, Wakulla e Dixie, elevando para sete o número total de condados da Flórida elegíveis para ajuda federal. O prazo para os residentes de todos os sete condados solicitarem assistência estadual ou federal foi definido para 12 de novembro. Várias grandes corporações – incluindo Texaco, Exxon e JC Penney – entraram em contato com clientes nas áreas afetadas e se ofereceram para fazer arranjos especiais para seus pagamentos mensais se tivessem sido afetados financeiramente pela tempestade. Enquanto apenas um pequeno número de clientes aproveitou a assistência, as ações das empresas foram recebidas com um feedback altamente positivo.
Nos dias que se seguiram à tempestade, os moradores de Cedar Key foram proibidos de voltar para suas casas e negócios, enquanto as estradas desbotadas passavam por reparos e detritos eram removidos. Banheiros portáteis foram entregues e água limpa transportada para uso enquanto a infraestrutura da cidade estava sendo estabilizada. Depois que a cidade de Cedar Key abandonou sua participação no Programa Nacional de Seguro contra Inundações no início de 1984, deixando os moradores incapazes de comprar seguro contra inundações para suas propriedades, o conselho da cidade votou por unanimidade para retornar ao programa após o furacão Elena. O turismo diminuiu significativamente em algumas áreas devido às preocupações dos potenciais viajantes sobre a extensão dos danos. O furacão criou uma queda de 13% no número de visitantes entre outubro de 1984 e outubro de 1985 no condado de Pinellas, marcando o fim antecipado da "temporada turística" anual, que geralmente termina após o fim de semana do Dia do Trabalho; as despesas turísticas caíram em conformidade.
Após a tempestade, os moradores foram autorizados a retornar aos seus bairros por cidade. Uma vez autorizados a entrar em suas comunidades, muitos indivíduos inadvertidamente obtiveram acesso a outros municípios da área que não estavam prontos para o retorno de civis. Por sua vez, situações perigosas surgiram em meio a operações de limpeza preliminares. No município de Pinellas, foram propostas leis para unificar as decisões municipais de acolhimento de moradores após desastres futuros. Como parte das leis propostas, o xerife do condado, em oposição às autoridades locais, se tornaria responsável por permitir a reabertura das cidades. Apesar da ampla resistência, os comissários do condado aprovaram a mudança, dando ao xerife em exercício o poder de anular as ordens de evacuação municipais. Uma portaria adicional foi proposta para permitir a proibição da venda de álcool durante emergências. Durante o Furacão Elena, indivíduos intoxicados criaram desordem nos abrigos e impediram as evacuações, recusando-se a deixar as festas do furacão.
Para ajudar a recuperação da indústria de mariscos da Baía de Apalachicola, foram implementados regulamentos especiais para monitorar as colheitas e US$ 2 milhões foram destinados aos esforços de reabilitação. Usando uma parte dos fundos, catadores de ostras desempregados foram empregados para repovoar recifes cruciais. O estado da Flórida também emitiu uma doação para ajudar indivíduos da indústria de frutos do mar a fazer os pagamentos necessários. Os esforços para ajudar os recém-desempregados na indústria de mariscos continuaram nos meses que se seguiram à tempestade; músicos locais de Tallahassee organizaram um concerto beneficente em janeiro de 1986 para arrecadar dinheiro para as famílias de ostras no condado de Franklin.
Nos dias 1 e 2 de setembro, a Florida Power Company recebeu ajuda de empresas da Costa do Golfo para devolver energia a 170.000 clientes antes que as áreas de origem das empresas assistentes fossem atingidas pelo furacão. A energia foi restaurada na maioria das áreas em 4 de setembro, com exceção da Ilha de St. George; esperava-se que o serviço fosse restaurado após vários dias adicionais. Mais amplamente, os proprietários de casas fortemente danificadas no estado enfrentaram novas regulamentações sobre construção costeira no estado, que entraram em vigor menos de um mês após a tempestade. As novas regras exigiram um estudo ma is rigoroso de fatores como a história recente de uma propriedade e edifícios circundantes antes de ser concedida a aprovação para reconstruir uma estrutura demolida. O governador Graham aconselhou preliminarmente que as casas mais da metade destruídas não fossem reconstruídas. Os esforços de recuperação após o furacão Elena continuaram em um pequeno grau por anos após sua passagem; por exemplo, o reabastecimento da praia em Indian Rocks Beach no condado de Pinellas começou no verão de 1990.

### Costa Central do Golfo
Empresas de energia de vários estados enviaram trabalhadores para ajudar a restaurar o serviço nas áreas mais atingidas da Costa do Golfo. A maioria dos clientes afetados da Alabama Power teve energia dentro de 24 horas após a tempestade, embora a restauração do serviço para Dauphin Island tenha demorado significativamente mais. A energia foi totalmente restaurada para os clientes da Central Louisiana Electric em 4 de setembro. Os dois condados costeiros do Alabama foram declarados áreas de desastre federal em 7 de setembro. A assistência especial para empréstimos foi disponibilizada pela Administração de Pequenas Empresas dos Estados Unidos e pela Farmers Home Administration, a última das quais procurou ajudar os produtores comerciais que perderam suas colheitas devido à tempestade.
O governador do Mississippi, William Allain, enviou 500 membros da Guarda Nacional para fazer parceria com 200 policiais ao longo da costa do Mississippi para minimizar o crime, e toques de recolher noturnos foram estabelecidos em várias cidades. Em 4 de setembro, o presidente Reagan declarou os condados costeiros do Mississippi uma área de Grande Desastre. A Agência Federal de Gerenciamento de Emergências estimou que até 3.000 casas no estado estavam inabitáveis, seus ocupantes forçados a encontrar arranjos de vida temporários. A Administração de Pequenas Empresas aprovou empréstimos especiais de até US$ 500.000 para proprietários de empresas danificadas. O sistema da Mississippi Power Company foi o mais atingido, e a restauração do serviço foi lenta; 50.000 de 80.000 clientes ainda estavam sem eletricidade até 5 de setembro.
Em 5 de setembro, o Exército de Salvação, a Cruz Vermelha e outras organizações serviram 100.000 refeições aos deslocados pelo furacão no Mississippi, e os estoques federais de alimentos ficaram disponíveis para o estado distribuir às vítimas da tempestade. Ainda assim, recursos como comida e gelo começaram a se esgotar nos locais mais atingidos, e longas filas se formaram nas primeiras lojas e postos de gasolina para reabrir. Com suprimentos cada vez menores, o Exército da Salvação teve que buscar alimentos de outras partes da região para servir às ví  timas. Nos dias após o furacão, observou-se um aumento nas mortes por ataque cardíaco na área do Condado de Harrison.